# Polypauropodidae
Polypauropodidae – rodzina skąponogów z rzędu Tetramerocerata i nadrodziny Pauropodoidea.

## Opis
Należące tu skąponogi charakteryzują się dolną gałązką czułek z dwoma szczecinkami (setae) oraz dwoma globuli połączonymi z pojedynczą szypułką. Ciało mają wrzecionowatego kształtu.

## Występowanie
Rozprzestrzenienie subkosmopolityczne.

## Systematyka
Do rodziny tej należy 29 gatunków zgrupowanych w 3 rodzaje:
- Fagepauropus Remy, 1951
- Polypauropus Remy, 1932
- Polypauropoides Remy, 1956